# Fotboll vid Centralamerikanska och karibiska spelen 1930
Fotboll vid Centralamerikanska och karibiska spelen 1930 avgjordes mellan den 16 mars och 4 april på Kuba. Turneringen vanns av värdnationen Kuba före Costa Rica, Honduras tog bronset då man vann över El Salvador i match om tredjeplats.
Man fick 3 poäng för vinst, 2 poäng för oavgjort och 1 poäng för förlust.

## Första omgången

### Grupp A
| Nr | Lag      | S | V | O | F | GM | IM | MS | P |
| -- | -------- | - | - | - | - | -- | -- | -- | - |
| 1  | Kuba     | 2 | 2 | 0 | 0 | 10 | 1  | +9 | 6 |
| 2  | Honduras | 2 | 1 | 0 | 1 | 5  | 11 | −6 | 4 |
| 3  | Jamaica  | 2 | 0 | 0 | 2 | 5  | 8  | −3 | 2 |

|  | 16 mars 1930 | Kuba                                  | 3 – 1   | Jamaica           | La Tropical                                    |                                                |
|  |              | Mario López 25′, 46′ Antero Valdés ?′ | (1 – 0) | ?′ Clifton Cawley | Havanna Domare: Salvador González (Costa Rica) | Havanna Domare: Salvador González (Costa Rica) |
|  |              |                                       |         |                   | Havanna Domare: Salvador González (Costa Rica) | Havanna Domare: Salvador González (Costa Rica) |
|  |              |                                       |         |                   | Havanna Domare: Salvador González (Costa Rica) | Havanna Domare: Salvador González (Costa Rica) |

|  | 18 mars 1930 | Jamaica                                                                   | 4 – 5 | Honduras                                             | La Tropical                             |                                         |
|  |              | Oswald Vernon ?′ Arthur McKenzie ?′ Altament Sasso ?′ George Crunchley ?′ |       | ?′, ?′ Arístides Raudales ?′, ?′, ?′ Daniel Bustillo | Havanna Domare: Conrado González (Kuba) | Havanna Domare: Conrado González (Kuba) |
|  |              |                                                                           |       |                                                      | Havanna Domare: Conrado González (Kuba) | Havanna Domare: Conrado González (Kuba) |
|  |              |                                                                           |       |                                                      | Havanna Domare: Conrado González (Kuba) | Havanna Domare: Conrado González (Kuba) |

|  | 20 mars 1930 | Kuba                                                                 | 7 – 0   | Honduras | La Tropical                                    |                                                |
|  |              | Mario López 7′, 15′, ?′ Rolando Rosillo 37′, ?′, ?′ Antero Valdés ?′ | (3 – 0) |          | Havanna Domare: Salvador González (Costa Rica) | Havanna Domare: Salvador González (Costa Rica) |
|  |              |                                                                      |         |          | Havanna Domare: Salvador González (Costa Rica) | Havanna Domare: Salvador González (Costa Rica) |
|  |              |                                                                      |         |          | Havanna Domare: Salvador González (Costa Rica) | Havanna Domare: Salvador González (Costa Rica) |

### Grupp B
| Nr | Lag         | S | V | O | F | GM | IM | MS  | P |
| -- | ----------- | - | - | - | - | -- | -- | --- | - |
| 1  | Costa Rica  | 2 | 2 | 0 | 0 | 17 | 3  | +14 | 6 |
| 2  | El Salvador | 2 | 1 | 0 | 1 | 10 | 11 | −1  | 4 |
| 3  | Guatemala   | 2 | 0 | 0 | 2 | 3  | 16 | −13 | 2 |

|  | 17 mars 1930 | Costa Rica                                                                                                   | 8 – 1   | Guatemala              | La Tropical                                |                                            |
|  |              | Rafael Madrigal 10′, 16′ (str.), 43′, 78′ Enrique Solera 30′ Salvador Soto 35′, 82′ José Joaquín Fonseca 80′ | (5 – 0) | ?′ Hermógenes Sandoval | Havanna Domare: Herbert McDonald (Jamaica) | Havanna Domare: Herbert McDonald (Jamaica) |
|  |              | |         |                        | Havanna Domare: Herbert McDonald (Jamaica) | Havanna Domare: Herbert McDonald (Jamaica) |
|  |              | |         |                        | Havanna Domare: Herbert McDonald (Jamaica) | Havanna Domare: Herbert McDonald (Jamaica) |

|  | 19 mars 1930 | El Salvador                                                                                     | 8 – 2   | Guatemala               | La Tropical                        |                                    |
|  |              | Gustavo Marroquín 2′, 10′, 62′ Mario Calvo 13′, 35′, 40′ Salvador Herrera 44′ Mario Tirello 77′ | (6 – 1) | 20′, 57′ Enrique Batres | Havanna Domare: Jesús Hermo (Kuba) | Havanna Domare: Jesús Hermo (Kuba) |
|  |              |                                                                                                 |         |                         | Havanna Domare: Jesús Hermo (Kuba) | Havanna Domare: Jesús Hermo (Kuba) |
|  |              |                                                                                                 |         |                         | Havanna Domare: Jesús Hermo (Kuba) | Havanna Domare: Jesús Hermo (Kuba) |

|  | 22 mars 1930 | Costa Rica                                                                                    | 9 – 2   | El Salvador                           | La Tropical                           |                                       |
|  |              | Hernán Bolaños ?′, ?′, ?′ Rafael Madrigal ?′, ?′ Braulio Morales ?′, ?′ Enrique Solera ?′, ?′ | (5 – 0) | ?′ Mario Tirello ?′ Gustavo Marroquín | Havanna Domare: Pablo Ferre (Spanien) | Havanna Domare: Pablo Ferre (Spanien) |
|  |              |                                                                                               |         |                                       | Havanna Domare: Pablo Ferre (Spanien) | Havanna Domare: Pablo Ferre (Spanien) |
|  |              |                                                                                               |         |                                       | Havanna Domare: Pablo Ferre (Spanien) | Havanna Domare: Pablo Ferre (Spanien) |

## Andra omgången

### Tabell
| Nr | Lag         | S | V | O | F | GM | IM | MS  | P |
| -- | ----------- | - | - | - | - | -- | -- | --- | - |
| 1  | Kuba        | 3 | 3 | 0 | 0 | 12 | 3  | +9  | 9 |
| 2  | Costa Rica  | 3 | 2 | 0 | 1 | 14 | 2  | +12 | 7 |
| 3  | Honduras    | 3 | 1 | 0 | 2 | 4  | 14 | −10 | 5 |
| 4  | El Salvador | 3 | 0 | 0 | 3 | 3  | 14 | −11 | 3 |

### Matcher
|  | 23 mars 1930 | Kuba                                               | 5 – 0   | Honduras | La Tropical                                    |                                                |
|  |              | Gabriel Becerra 6′, ?′ Enrique Ferrer 46′, 48′, ?′ | (1 – 0) |          | Havanna Domare: Salvador González (Costa Rica) | Havanna Domare: Salvador González (Costa Rica) |
|  |              |                                                    |         |          | Havanna Domare: Salvador González (Costa Rica) | Havanna Domare: Salvador González (Costa Rica) |
|  |              |                                                    |         |          | Havanna Domare: Salvador González (Costa Rica) | Havanna Domare: Salvador González (Costa Rica) |

|  | 26 mars 1930 | El Salvador | 0 – 5   | Costa Rica                                                        | La Tropical                            |                                        |
|  |              |             | (0 – 2) | 15′, 55′ Hernán Bolaños 25′, ?′ Rafael Madrigal ?′ Enrique Solera | Havanna Domare: Conrado Morales (Kuba) | Havanna Domare: Conrado Morales (Kuba) |
|  |              |             |         |                                                                   | Havanna Domare: Conrado Morales (Kuba) | Havanna Domare: Conrado Morales (Kuba) |
|  |              |             |         |                                                                   | Havanna Domare: Conrado Morales (Kuba) | Havanna Domare: Conrado Morales (Kuba) |

|  | 29 mars 1930 | El Salvador                 | 1 – 4   | Honduras                                                     | La Tropical                        |                                    |
|  |              | Gustavo Marroquín ?′ (str.) | (0 – 0) | ?′ Arístides Raudales ?′, ?′ Lorenzo Navarro ?′ Alex Talbott | Havanna Domare: Jesús Hermo (Kuba) | Havanna Domare: Jesús Hermo (Kuba) |
|  |              |                             |         |                                                              | Havanna Domare: Jesús Hermo (Kuba) | Havanna Domare: Jesús Hermo (Kuba) |
|  |              |                             |         |                                                              | Havanna Domare: Jesús Hermo (Kuba) | Havanna Domare: Jesús Hermo (Kuba) |

|  | 30 mars 1930 | Kuba                                | 2 – 1   | Costa Rica         | La Tropical                                |                                            |
|  |              | Ángel Martínez ?′ Antonio García ?′ | (2 – 1) | ?′ Braulio Morales | Havanna Domare: Herbert McDonald (Jamaica) | Havanna Domare: Herbert McDonald (Jamaica) |
|  |              |                                     |         |                    | Havanna Domare: Herbert McDonald (Jamaica) | Havanna Domare: Herbert McDonald (Jamaica) |
|  |              |                                     |         |                    | Havanna Domare: Herbert McDonald (Jamaica) | Havanna Domare: Herbert McDonald (Jamaica) |

|  | 1 april 1930 | Kuba                                                           | 5 – 2   | El Salvador                                | La Tropical                             |                                         |
|  |              | Antonio Valdés ?′, ?′ Ángel Martínez ?′, ?′ Antonio Rosillo ?′ | (4 – 1) | ?′ (str.) Mario Calvo ?′ Gustavo Marroquín | Havanna Domare: Conrado González (Kuba) | Havanna Domare: Conrado González (Kuba) |
|  |              |                                                                |         |                                            | Havanna Domare: Conrado González (Kuba) | Havanna Domare: Conrado González (Kuba) |
|  |              |                                                                |         |                                            | Havanna Domare: Conrado González (Kuba) | Havanna Domare: Conrado González (Kuba) |

|  | 4 april 1930 | Honduras | 0 – 8   | Costa Rica                                                                                | La Tropical                           |                                       |
|  |              |          | (0 – 7) | ?′, ?′, ?′ Rafael Madrigal ?′ Antonio Serrano ?′, ?′ Braulio Morales ?′, ?′ Salvador Soto | Havanna Domare: Pablo Ferre (Spanien) | Havanna Domare: Pablo Ferre (Spanien) |
|  |              |          |         |                                                                                           | Havanna Domare: Pablo Ferre (Spanien) | Havanna Domare: Pablo Ferre (Spanien) |
|  |              |          |         |                                                                                           | Havanna Domare: Pablo Ferre (Spanien) | Havanna Domare: Pablo Ferre (Spanien) |

## Sammanställning
| Nr | Lag         | S | V | O | F | GM | IM | MS  | P  |
| -- | ----------- | - | - | - | - | -- | -- | --- | -- |
| 1  | Kuba        | 5 | 5 | 0 | 0 | 22 | 4  | +18 | 15 |
| 2  | Costa Rica  | 5 | 4 | 0 | 1 | 21 | 5  | +16 | 13 |
| 3  | Honduras    | 5 | 2 | 0 | 3 | 9  | 25 | −16 | 9  |
| 4  | El Salvador | 5 | 1 | 0 | 4 | 13 | 25 | −12 | 7  |
| 5  | Jamaica     | 2 | 0 | 0 | 2 | 5  | 8  | −3  | 2  |
| 6  | Guatemala   | 2 | 0 | 0 | 2 | 3  | 16 | −13 | 2  |